# George Goodman Simpson
George Goodman Simpson (Saint Kilda, 14 settembre 1896 – Horsham, aprile 1990) è stato un militare e aviatore britannico, asso dell'aviazione da caccia durante la prima guerra mondiale, con 8 vittorie accertare mentre prestava servizio presso il Royal Naval Air Service. Decorato con la Distinguished Service Cross.

## Biografia
Nacque a Saint Kilda,  nello stato di Victoria, in Australia, il 14 settembre 1896, [2] figlio di George Green Simpson e Minna Alice Lazarus. Nel 1901 la famiglia Simpson, che includeva anche il fratello maggiore Rolfe, viveva a Swaynes Hall, in Inghilterra ed egli frequentò la Saint Mary's Church National School, a Saffron Walden. 
Con lo scoppio della prima guerra mondiale si arruolò volontario come soldato semplice nell'Artists Rifles, un reggimento della riserva del British Army.
Appassionatosi al mondo dell'aviazione, l'8 agosto 1915 entrò a far parte del Royal Naval Air Service. Dopo l'addestramento iniziale, conseguì il brevetto di pilota a Chingford il 29 gennaio 1916, venendo successivamente assegnato al No.1 RNAS Wing, dove volò sui caccia Sopwith Pup e Nieuport. 
Trasferito al No.8 Naval Squadron, mentre prestava servizio in questo reparto conseguì la sua prima vittoria a bordo di un Nieuport, diventando poi "A" Flight Commander. Quando lo squadron fu riequipaggiato con i Sopwith Triplane, conseguì ulteriori cinque vittorie volando a bordo del caccia numero N5460. Continuò a volare sui Triplane dopo il trasferimento al No.9 Naval Squadron di stanza a Leffrinckoucke, Francia, ottenendo altre due vittorie mentre volava sull'esemplare numero N5462. Conseguì la sua ottava, e ultima vittoria, il 28 luglio 1917 vicino a Middelkerke, Belgio.
Lasciato il suo reparto rientrò in Inghilterra, assegnato come pilota alla Home Defence di stanza sulla dalla base di Cranwell durante l'ultima parte del 1917, non ottenendo più alcuna vittoria. L'anno successivo fu assegnato come pilota collaudatore alla base di Martlesham Heath.
Il 21 luglio 1918 sposò, presso la Christ Church di Albany Street, a Londra la signorina Constance Vera Baker.
Dopo la fine della guerra, il 31 gennaio 1919 fu promosso captain, e una volta congedatosi, passò alla vita civile.
Il 10 luglio 1939, con il precipitare della situazione internazionale, fu nominato Flight lieutenant nella classe CC della riserve della Royal Air Force. Il 1º settembre, con lo scoppio della seconda guerra mondiale, fu trasferito alla Royal Air Force Volunteer Reserve. Nel dicembre 1941 fu promosso temporaneamente Squadron leader.  Non si sa nulla del suo servizio in questa guerra. Il 10 febbraio 1954, lasciò definitivamente il servizio con il grado onorario di Squadron leader. Si spense a Horsham nell'aprile 1990.

## Vittorie
Durante la prima guerra mondiale il Flight Commander George Goodman Simpson ottenne complessivamente 8 vittorie confermate.
| Nr | data            | compagnia           | aereo                    | avversario       | ora'  | località    |
| 1  | 4 dicembre 1916 | No.8 Naval Squadron | Nieuport Ni.17 (3958)    | Albatros D.I     | 11:00 | N-E Bapaume |
| 2  | 24 aprile 1917  | No.8 Naval Squadron | Sopwith Triplane (N5460) | Albatros D.III   | 08:40 | Sailly      |
| 3  | 2 maggio 1917   | No.8 Naval Squadron | Sopwith Triplane (N5460) | tipo sconosciuto | 09:45 | Douai       |
| 4  | 11 maggio 1917  | No.8 Naval Squadron | Sopwith Triplane (N5460) | Albatros D.III   | 19:50 | Douai       |
| 4  | 11 maggio 1917  | No.8 Naval Squadron | Sopwith Triplane (N5460) | Albatros D.III   | 19:50 | Douai       |
| 6  | 23 maggio 1917  | No.8 Naval Squadron | Sopwith Triplane (N5460) | Albatros D.III   | 18:00 | Douai       |
| 7  | 24 luglio 1917  | No.9 Naval Squadron | Sopwith Triplane (N5462) | tipo sconosciuto | 06:35 | Leffinghe   |
| 8  | 28 luglio 1917  | No.9 Naval Squadron | Sopwith Triplane (N5462) | tipo sconosciuto | 17:35 | Middelkerke |

### Annotazioni
1. ↑  Che si trova alla periferia di Melbourne.
2. ↑  Danneggiato dal FLt Colin Roy MacKenzie.
3. ↑  Danneggiato da FSL Francis Mellersh.

### Fonti
1. 1 2 3 4 5 6 7 8  Shores, Franks, Guest 1990, p. 339.
2. 1 2 3  The Aerodrome.
3. 1 2 3 4  Web Archive.
4. ↑  Franks 2004, p. 56.
5. ↑  Franks 2004, p. 27.
6. ↑  (EN) The London Gazette (PDF), n. 31157, 31 January 1919.
7. ↑  (EN) The London Gazette (PDF), n. 34687, 19 September 1939.
8. ↑  (EN) The London Gazette (PDF), n. 34713, 20 October 1939.
9. ↑  (EN) The London Gazette (PDF), n. 34713, 20 October 1939.
10. ↑  (EN) The London Gazette (PDF), n. 35383, 16 December 1941.
11. ↑  (EN) The London Gazette (PDF), n. 40260, 24 August 1954.